# Кетер, Эрик
Эрик Кетер — кенийский легкоатлет, специализировался в беге на 400 метров с барьерами. На чемпионате мира 1993 года в полуфинальном забеге установил национальный рекорд — 48,24, который был непревзойдённым 22 года. Его рекорд был побит 25 августа 2015 года на чемпионате мира в Пекине Николасом Беттом — 47,79.
Его последними соревнованиями стал чемпионат Кении 2001 года, на которых он занял 3-е место. 

## Выступления
Олимпийские игры
- Барселона 1992 — дошёл до полуфинала
- Атланта 1996 — выбыл в предварительных забегах
- Сидней 2000 — дошёл до полуфинала

Чемпионаты мира
- Токио 1991 — 7-е место
- Штутгарт 1993 — 5-е место
- Гётеборг 1995 — дошёл до полуфинала